# Bob Weir
Robert Hall Weir  (né le 16 octobre 1947 à San Francisco, Californie, États-Unis) est un chanteur, compositeur et guitariste américain, membre fondateur du groupe Grateful Dead.
Bob Weir est élevé par ses parents adoptifs dans la banlieue d'Atherton située à l'est de la baie de San Francisco.

## Style
Son style a été influencé par divers musiciens tels que le pianiste McCoy Tyner, le saxophoniste John Coltrane, le bluesman Reverend Gary Davis ou Igor Stravinsky, mais sa première influence est le guitariste de folk Jorma Kaukonen.

## Carrière
Il commence à jouer de la guitare à l'âge de treize ans après avoir essayé le piano et la trompette. Il souffre dans son enfance de difficultés scolaires liées à une dyslexie non diagnostiquée. Dans l'une des dernières écoles qu'il fréquente, la Fountain Valley School située dans le Colorado, il rencontre John Perry Barlow qui deviendra l'un des principaux paroliers du groupe Grateful Dead avec Robert Hunter.
En 1963, à 16 ans, il rencontre un jeune joueur de banjo, Jerry Garcia, au magasin de musique de Dana Morgan de Palo Alto. Ils décident de créer un groupe et l'appellent Mother McCree's Uptown Jug Champions. Ils commencent à jouer dans des clubs et doivent trouver un nom plus court. Ils optent pour The Warlocks puis enfin pour Grateful Dead en 1965. Bob Weir a alors 17 ans. Il est le Kid, l’« enfant »  du groupe.
Deuxième compositeur du groupe Grateful Dead pour ce qui est du nombre de compositions, il joue de la guitare rythmique et participe aux parties vocales pendant les 30 ans d'existence du groupe. Il écrit plusieurs morceaux majeurs du groupe dont The Other One, Sugar Magnolia, Playing in the Band, Cassidy, Jack Straw et Throwing Stones.
En juin 1972, après la tournée de Grateful Dead en Europe, Bob Weir sort son premier album solo Ace. Il signe toutes les compositions et s'entoure des musiciens de Grateful Dead pour l'enregistrement.
En 1974, il forme Kingfish avec ses amis Matthew Kelly et Dave Torbert et profite d'une pause dans l'activité du Grateful Dead à l'hiver et printemps 1975 pour préparer un deuxième album qui sort en 1976. Weir forme ensuite plusieurs groupes tels que The Bob Weir Band avec divers musiciens puis forme en 1980 Bobby and the Midnites avec Bobby Cochran (guitare, chant), Matt Kelly (guitare, harmonica), Brent Mydland (claviers, chant), Tim Bogert (basse, ex Vanilla Fudge) et Billy Cobham (batterie, chant, ex Mahavishnu Orchestra). L'année suivante et jusqu'à la dissolution du groupe en 1984, Dave Garland (saxophones, claviers) et Alphonso Johnson (basse, ex Weather Report) intègrent le groupe et remplacent Brent Mydland et Tim Bogert. À partir de 1984, Matthew Kelly et Bob Weir forment "All New Kingfish Review" avec une série de concerts en 1986 et 1987.
Au début des années 1990, le bassiste Rob Wasserman devient son partenaire privilégié. Dans le même temps, les problèmes de santé et de drogue de Jerry Garcia amènent Bob Weir à devenir de facto le porte-parole et leader du Grateful Dead.
Peu avant la mort de Jerry Garcia en 1995, Weir forme un nouveau groupe Ratdog. Bob Weir y interprète ses compositions, les classiques de Grateful Dead, des chansons  des Beatles, de Bob Dylan, Chuck Berry, Willie Dixon et ainsi que des morceaux originaux (dont plusieurs ont été enregistrés sur l'album Evening Moods).
Bob Weir participe également à divers groupes composés des anciens membres du Grateful Dead comme en 1998, 2000 et 2002 (The Other Ones), en 2003 et 2004 (The Dead), en 2009, 2010 et 2011 (Furthur) et en 2015 (Dead & Company).

## Discographie

### Compilations
- 1972-2003 - Weir Here: The Best of Bob Weir

### Albums
- 1972 - Ace (Bob Weir)
- 1976 - Kingfish (Kingfish)
- 1976 - Live 'N' Kickin' (Kingfish)
- 1976 - In Concert (King Biscuit Flour Hour) Kingfish
- 1977 - Heaven Help The Fool (Bob Weir)
- 1981 - Bobby And The Midnites (Bobby And The Midnites)
- 1983 - Bobby And The Midnites (video)(Bobby And The Midnites)
- 1984 - Where The Beat Meets The Street Bobby And The Midnites)
- 1988 - Weir/Wasserman Live (Bob Weir et Rob Wasserman)
- 2000 - Evening Moods (Ratdog)
- 2001 - Live at Roseland (Ratdog)
- 2006 - Premier Music Hall, Danbury, CT (Ratdog) (concert)
- 2006 - Electric Factory, Phildelphia, PA (Ratdog) (concert)
- 2006 - Starlight Theatre, Kansas City, MO (Ratdog) (concert)
- 2006 - Electric Factory, Philidelphia, PA (Ratdog) (concert)
- 2006 - Gathering of the Vibes, Mariaville, NY (Ratdog) (concert)
- 2006 - Rams Head Live, Baltimore, MD (Ratdog) (concert)
- 2006 - Fitzgerald Theatre, St Paul, MN (Ratdog) (concert)
- 2006 - Town Ballroom, Buffalo, NY (Ratdog) (concert)
- 2006 - North Fork Theatre, Westbury, NY (Ratdog) (concert)
- 2006 - The Tabernacle, Atlanta, GA (Ratdog)(concert)
- 2006 - Mizner Park (en) Amphitheatre, Boca Raton, FL (Ratdog) (concert)
- 2007 - House Of Blues, San Diego, CA (Ratdog) (concert)
- 2007 - Beacon Theatre, New York, NY (Ratdog) (concert)
- 2007 - Classic Centre, Athens, GA (Ratdog) (concert)
- 2007 - Aragon Ballroom, Chicago, IL (Ratdog) (concert)
- 2007 - Humphrey's Concerts by the Bay, San Diego, CA (Ratdog) (concert)
- 2007 - Post-Gazette Pavilion, Burgettstown, PA (Ratdog) (concert)
- 2007 - Eisenhower Auditorium, University Park, PA (Ratdog) (concert)
- 2007 - Florida Theatre, Jacksonville, FL (Ratdog) (concert)
- 2013 - Fall 1989: The Long Island Sound
- 2016 - Blue Mountain (en)

### Album avec participation de Bob Weir
- 1980 - A Wing And A Prayer (Matthew Kelly)
- 1985 - Kingfish (Relix) (Kingfish)
- 1988 - Nightfood (Brian Melvin)
- 1998 -	Sundown On The Forest (Kingfish)